# Bessatsu Margaret
Bessatsu Margaret (別冊マーガレット, Bessatsu Māgaretto), souvent abrégé en Betsuma (別マ), est un magazine de prépublication de mangas mensuel de type shōjo publié par Shūeisha depuis 1964. Son tirage est d’environ 250 000 exemplaires.